# Пташук, Михаил Николаевич
Михаи́л Никола́евич Пташу́к (бел. Міхаі́л Мікала́евіч Пташу́к; 28 января 1943, Федюки, Ляховичский район, Брестская область, Беларусь — 26 апреля 2002, Москва) — советский и белорусский кинорежиссёр. Народный артист БССР (1990).

## Биография

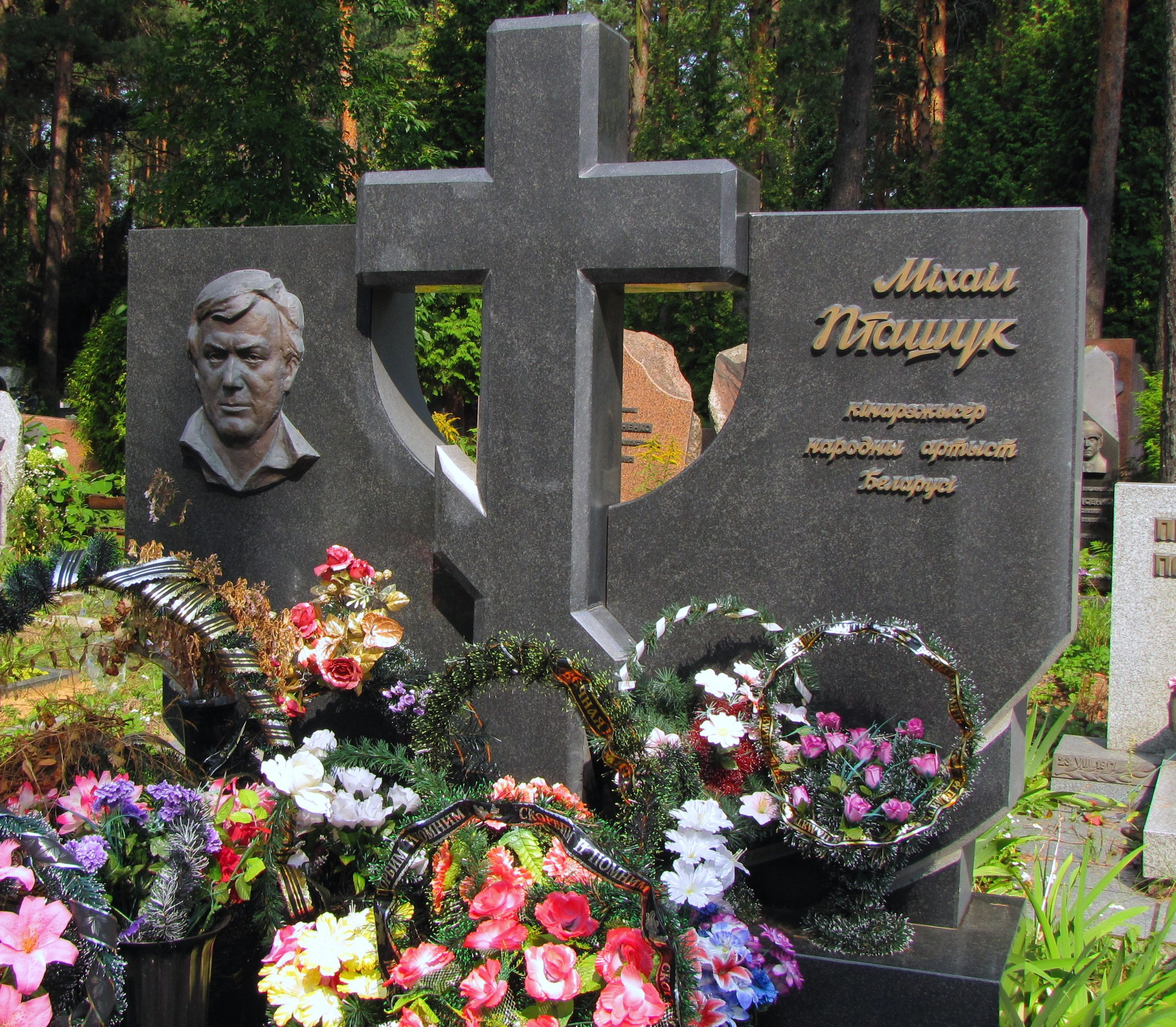
Могила Пташука на Восточном кладбище Минска.

Родился 28 января 1943 года в оккупированной немецкими захватчиками деревне Федюки.
В 1967 году окончил Московское театральное училище имени Б. В. Щукина (мастерская Б. Е. Захавы).
В 1972 году обучался на Высших режиссёрских курсах Госкино СССР в мастерской Георгия Данелии. Профессор.
Погиб 26 апреля 2002 года в Москве в автомобильной катастрофе по пути на присуждение премии «Ника».
Похоронен в Минске на Восточном кладбище.

## Творчество

### Режиссёрские работы
- 1973 — Про Витю, про Машу и морскую пехоту
- 1975 — Лесные качели
- 1976 — Время выбрало нас
- 1980 — Возьму твою боль
- 1984 — Чёрный замок Ольшанский
- 1986 — Знак беды
- 1989 — Наш бронепоезд
- 1992 — Кооператив «Политбюро», или Будет долгим прощание
- 1995 — Игра воображения
- 2000 — В августе 44-го…
- 2003 — В июне 41-го / The Burning Land

### Сценарии
- 2003 — В июне 41-го / The Burning Land

### Продюсер
- 1992 — Кооператив «Политбюро», или Будет долгим прощание

## Признание и награды
- 1982 ─ заслуженный деятель искусств БССР
- 1990 ─ народный артист Белорусской ССР
- 1980 — премия Ленинского комсомола (фильм «Время выбрало нас»)
- 1982 — Государственная премия Белорусской ССР (фильм «Возьму твою боль»)
- 1986 — МКФ в Сопоте (Главный приз «Статуя свободы», фильм «Знак беды»)
- 1987 — Международная премия BBC (Приз за лучшую зарубежную картину, фильм «Знак беды»)
- 1990 — Премия советских профсоюзов (фильм «Наш бронепоезд»)
- 1992 — МКФ в Лагове (Серебряный приз, фильм «Кооператив „Политбюро“, или Будет долгим прощанье»)
- 1993 — МКФ в Стокгольме (Гран-при, фильм «Кооператив „Политбюро“, или Будет долгим прощанье»)
- 1994 — МКФ славянских и православных народов «Золотой Витязь» (Приз «Золотой Витязь» за лучший игровой фильм, фильм «Кооператив „Политбюро“, или Будет долгим прощанье»)
- 1995 — МКФ «Лістапад» в Минске (Приз кинокритиков, фильм «Кооператив „Политбюро“, или Будет долгим прощанье»)
- 1995 — МКФ в Праге (Спец. приз жюри «Золотой Голем», фильм «Кооператив „Политбюро“, или Будет долгим прощанье»)
- 2000 — МКФ «Лістапад» в Минске (Приз «Серебро „Лістапада“», фильм «В августе 44-го…»)
- 2001 — МКФ славянских и православных народов «Золотой Витязь» (Гран-при, фильм «В августе 44-го…»)
- 2001 — ОРКФ в Сочи (Приз «За воплощение темы любви к Родине», фильм «В августе 44-го…»)
- 2005 — КФ «Московская премьера» (Приз «От поколения к поколению» за лучший военный фильм, фильм «В августе 44-го…»)